# Craig Hawker
Craig Hawker (11 gennaio 1964) è un chimico australiano.

## Biografia
La sua ricerca si è concentrata sull'interfaccia tra chimica organica e polimerica con enfasi sulla progettazione, la sintesi e l'applicazione di strutture macromolecolari ben definite in biotecnologia, microelettronica e scienza delle superfici. Hawker detiene più di 45 brevetti degli Stati Uniti ed è co-autore di oltre 300 articoli in materia di nanotecnologia, scienza dei materiali e chimica. Figura tra i 100 chimici più citati nel mondo nel decennio 1992-2002. Attualmente Hawker è il Direttore del California NanoSystems Institute, co-direttore del Materials Research Laboratory e professore di scienze interdisciplinari presso l'Università della California, a Santa Barbara.
Hawker ha conseguito la laurea in Scienze Biologiche e la Medaglia Universitaria in chimica presso l'Università del Queensland nel 1984, nonché un dottorato di ricerca in chimica bioorganica dall'università di Cambridge nel 1988 sotto la supervisione del professor Sir Alan R. Battersby. Addentrandosi nel mondo della chimica dei polimeri, ha intrapreso una borsa post-dottorato con il professor Jean Fréchet alla Cornell University dal 1988 al 1990 e poi è tornato all'Università del Queensland come un Queen Elizabeth II Fellow dal 1991 al 1993.
Nel 1993 è entrato a far parte del IBM Almaden Research Center ed è stato recentemente insignito del 2000 Young Scientist Award di IUPAC, del 2001 Carl S. Marvel Award in Creative Polymer Science dall'American Chemical Society e del 2003 Cooperative Research Award dell'American Chemical Society con il professore Tom Russell. È stato eletto membro della Royal Society il 20 maggio 2010.
Hawker è direttore del "Journal of Polymer Science Part A: Polymer Chemistry" e fa parte del comitato consultivo scientifico di Intezyne, Symyx Technologies, Microbar Systems e Warwick Effect Polymers. È inoltre professore di chimica presso l'Università del Queensland.
Insieme al dottore biohimico Eric Presly ha sintetizzato la molecola Bis-Aminopropyl Diglycol Dimaleate, principio attivo brevettato della linea cosmetica per capelli Olaplex. In Italia, la linea è distribuita da ADI srl. 
Da luglio 2020 Beauty & Luxury Spa si occupa della distribuzione di OLAPLEX unicamente nei canali selettivi della profumeria italiana, ed esclusivamente della collezione prodotti creata per l’uso domestico.